# Plectropomus laevis
Plectropomus laevis е вид бодлоперка от семейство Serranidae. Видът е уязвим и сериозно застрашен от изчезване.

## Разпространение и местообитание
Разпространен е в Австралия, Американска Самоа, Британска индоокеанска територия, Бруней, Вануату, Индия, Индонезия, Кения, Кирибати, Китай, Кокосови острови, Коморски острови, Мавриций, Мадагаскар, Майот, Малайзия, Малдиви, Маршалови острови, Микронезия, Мозамбик, Науру, Ниуе, Нова Каледония, Острови Кук, Палау, Папуа Нова Гвинея, Питкерн, Провинции в КНР, Реюнион, Самоа, Северни Мариански острови, Сейшели, Соломонови острови, Сомалия, Тайван, Танзания, Токелау, Тонга, Тувалу, Уолис и Футуна, Фиджи, Филипини, Френска Полинезия, Хонконг, Шри Ланка, Южна Африка и Япония.
Обитава крайбрежията на океани, морета и рифове. Среща се на дълбочина от 4 до 100 m, при температура на водата от 25 до 29,3 °C и соленост 34,1 – 35,3 ‰.

## Описание
На дължина достигат до 1,3 m, а теглото им е максимум 24,2 kg.
Популацията на вида е намаляваща.